# Benemérito Cuerpo de Bomberos de Masaya

## Historia[1]
Beneméritos de la patria
El Cuerpo de Bomberos de Masaya se originó como una iniciativa ciudadana motivada por un conato de incendio ocurrido en la casa del Dr. Óscar Pérez Noguera, provocado por un desperfecto en una cocina de kerosene. Este evento puso en evidencia la falta de una organización de respuesta ante emergencias, lo que impulsó al Dr. Pérez y a sus vecinos a promover la creación de un cuerpo de bomberos para la ciudad.
Durante el año 1963, distintas entidades como los clubes de servicio “Rotario” y “Leones”, junto con la Alcaldía Municipal, intentaron dar forma a esta organización. El impulso definitivo ocurrió en agosto de 1963, cuando se celebraron las primeras reuniones con participación de autoridades civiles, militares y religiosas, además de comerciantes e industriales de la ciudad. Se eligió una Directiva Provisional y se comenzó la redacción de los estatutos.
La fundación formal tuvo lugar el 28 de enero de 1964, en una sesión celebrada a las siete de la noche, en la cual se definieron los cargos directivos y se acordó la elaboración de los estatutos del nuevo organismo. La Directiva Provisional quedó integrada por personalidades como Carlos Iván Hueck, Óscar Pérez Noguera, Juan Domínguez, Santiago Ñurinda, Juan Burgos, Napoleón Alegría, René Selva P., entre otros.
El 17 de febrero de 1964, se celebró la Asamblea General donde fueron leídos, discutidos y aprobados los estatutos conforme al acta constitutiva. Poco después, el 11 de marzo de 1964, el cuerpo comenzó a operar formalmente desde un salón de la estación del Ferrocarril del Pacífico de Nicaragua.
En su acta N.° 7, fechada 12 de abril de 1964, se estableció el uniforme oficial del cuerpo, y ese mismo día se realizaron los primeros ascensos a rangos como capitanes, tenientes, sargentos y cabos. El proceso organizativo continuó con una Asamblea General celebrada el 12 de junio de 1964, donde se eligió la primera Junta Directiva en el marco de la solicitud para integrar la Federación de Cuerpos de Bomberos de Nicaragua.
Finalmente, el reconocimiento legal fue consolidado con la publicación oficial de los estatutos en La Gaceta, Diario Oficial, el martes 23 de junio de 1964, quedando así establecida jurídicamente la institución.
Desde entonces, el Cuerpo de Bomberos de Masaya ha operado como una organización voluntaria al servicio de la población, destacando por su entrega, disciplina y participación en emergencias dentro y fuera del departamento.

## Misiones destacadas
Rescate en el Santiago

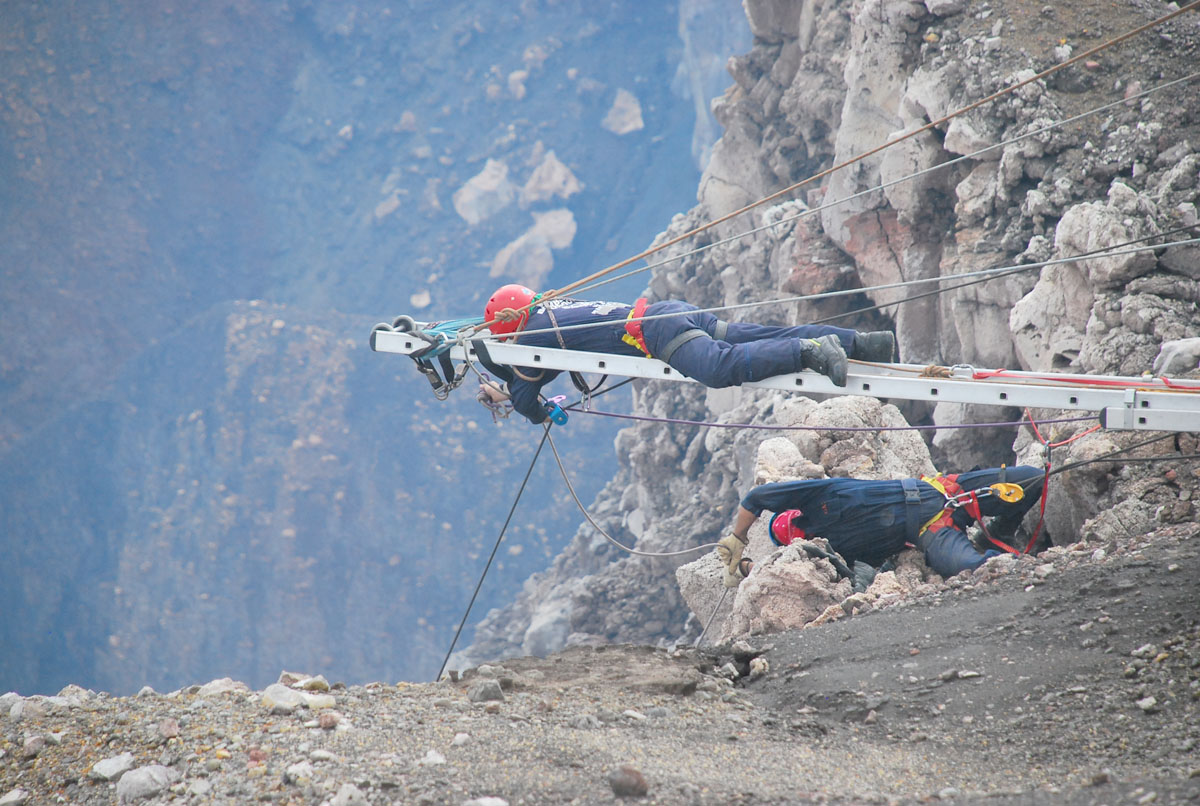
Rescate 1

El 19 de septiembre de 2010 se realizó la misión de rescate del cuerpo del señor José René Morales Guzmán en el Parque nacional Volcán Masaya, donde miembros del cuerpo de bomberos descendieron en el cráter del volcán Santiago en busca de José Morales, registrando un descenso de 220 metros por el Bombero Alberto Lorio. El bombero Lorio logró el hallazgo de un par de zapatos, un celular y un documento del suicida que esa tarde se habría lanzado al fondo del Parque nacional Volcán Masaya, desde lo alto de un mirador
El hallazgo se produjo a 70 metros de profundidad del coloso, de 638 metros de altura, ubicado a 8 kilómetros al noroeste de Masaya, dijo a periodistas el Mayor Javier Robleto, del cuerpo de bomberos de la provincia de Masaya y a cargo del rescate.
En ese rescate estuvieron presentes los medios de comunicación más importantes del país quienes usaron palabras como Espectacular Descenso para catalogar la hazaña en las portadas de los diarios y noticieros.

## Servicios Prestados por los Bomberos de Masaya
1. Prevención de Incendios
2. Extinción de Incendios Estructurales, Vehiculares y Forestales
3. Capacitación y Adiestramiento de Ambulancia
4. Atención Pre hospitalaria
5. Accidentes de Tránsito
6. Rescate y Salvamento
7. Control de Abejas
8. Control de Fugas de Gas
9. Control de Materiales Peligrosos
10. Inspecciones Eléctricas
11. Simulacros Generales
12. Cobertura de Eventos Especiales
13. Servicios Sociales

## Oficiales y Tropa de Bomberos

### Rangos de Oficiales del Benemérito Cuerpo de Bomberos de Masaya
El en cuerpo de bomberos existe una jerarquía de mando tanto para voluntarios como para permanentes, con los siguientes denominaciones de rango:
| Bomberos           | Insignias en hombros | Insignias en hombros | Insignias en hombros | Insignias en hombros | Insignias en hombros | Insignias en hombros | Insignias en hombros |
| ------------------ | -------------------- | -------------------- | -------------------- | -------------------- | -------------------- | -------------------- | -------------------- |
| Oficiales Bomberos |                      |                      |                      |                      |                      |                      |                      |
|                    | Comandante 1.er Jefe | Mayor 2do. Jefe      | Comandante           | Mayor                | Capitán              | Teniente             | Subteniente          |
| Tropa Bomberil     |                      |                      |                      |                      |                      |                      |                      |
|                    |                      |                      |                      | Sargento 1.º         | Sargento 2.º         | Cabo 1.º             | Cabo 2.º             |

### Miembros del Cuerpo de Bomberos de Masaya
Las personas ocupantes de los rangos han sido adscritas bajo la Federación de Cuerpo de Bomberos de Nicaragua y el Ministerio de Gobernación, por lo cual su uso es exclusivo y oficial para el año 2025.
COMANDANTES
- Comandante 1.er jefe: Lic. Martha Carranza
- Comandante 2.º jefe: Luis Javier Robleto
- Dr. José Sandino Navarrete
- José Alfonso Luna

MAYORES:
- Luis Alberto Suazo
- Johnny Tadeo Villalobos
- Lic. Illich Rodríguez
- Carlos Romero

CAPITANES:
- Haroldo Rivas Pichardo
- Noel Gaitan
- Karina Vega

TENIENTES:
- Evertz Mairena

SUBTENIENTES:
- Leonardo Robleto
- Carlos Cabrera
- Francisco Castillo

SARGENTOS:
- Ing. Gerald Flores
- Daritza Montenegro
- David López
- José Mercado

CABOS:
- Jorge Gonzales
- Moisés Amet Cardoza
- Noel Martínez
- Jeffrey Alemán

BOMBEROS:
- Kimberly Ruiz
- Mariela Gaitán
- Mirtha Gómez
- Bianka Estuardo
- José Stiven López
- Fabian Alfaro
- Leonardo Canales
- Keneth Martínez
- Alex Robleto
- Bruce Chávez

## Emblemas
El uso de los emblemas oficiales es exclusivo para miembros activos del Benemérito Cuerpo de Bomberos de Masaya y el Benemérito Cuerpo de bomberos de Nindirí
| Placa | Emblemas Oficiales de Benemérito Cuerpo de Bomberos de Masaya | Emblemas Oficiales de Benemérito Cuerpo de Bomberos de Masaya | Emblemas Oficiales de Benemérito Cuerpo de Bomberos de Masaya | Emblemas Oficiales de Benemérito Cuerpo de Bomberos de Masaya | Emblemas Oficiales de Benemérito Cuerpo de Bomberos de Masaya | Emblemas Oficiales de Benemérito Cuerpo de Bomberos de Masaya |
| ----- | ------------------------------------------------------------- | ------------------------------------------------------------- | ------------------------------------------------------------- | ------------------------------------------------------------- | ------------------------------------------------------------- | ------------------------------------------------------------- |
|       |                                                               |                                                               |                                                               |                                                               |                                                               |                                                               |
| Placa | Emblema Oficial                                               | Emblema Institucional                                         | Voluntarios                                                   | Permanentes                                                   | T.E.M                                                         | S.E.M                                                         |